# 747 Winchester
747 Winchester
747 Winchester là một tiểu hành tinh ở vành đai chính. Nó được Joel Hastings Metcalf phát hiện ngày 7.3.1913 ở Winchester, Massachusetts (Hoa Kỳ), và được đặt theo tên thành phố này, nơi nó được phát hiện.